# Cornus (Aveyron)
Cornus (okzitanisch gleichlautend) ist ein Ort und eine südfranzösische Gemeinde mit 513 Einwohnern (Stand: 1. Januar 2022) im Département Aveyron in der Region Okzitanien (zuvor Midi-Pyrénées). Sie gehört zum Arrondissement Millau und zum Kanton Causses-Rougiers. Die Einwohner werden Cornusols genannt.

## Lage
Cornus liegt etwa 22 Kilometer südsüdöstlich von Millau im Südwesten der historischen Provinz Rouergue. Umgeben wird Cornus von den Nachbargemeinden Sainte-Eulalie-de-Cernon im Nordwesten und Norden, La Couvertoirade im Nordosten und Osten, Les Rives im Osten und Südosten, Romiguières im Süden, Le Clapier im Süden und Südwesten, Fondamente im Südwesten und Westen sowie Saint-Beaulize im Westen.
Durch den Nordosten der Gemeinde führt die Autoroute A75.

## Bevölkerungsentwicklung
| Jahr                       | 1962 | 1968 | 1975 | 1982 | 1990 | 1999 | 2006 | 2019 |
| Einwohner                  | 540  | 513  | 510  | 434  | 345  | 364  | 493  | 513  |
| Quellen: Cassini und INSEE |      |      |      |      |      |      |      |      |

## Sehenswürdigkeiten
- Dolmen
- Grabeshöhle
- Kirche Saint-Pierre-ès-Liens in Cornus aus dem 19. Jahrhundert
- Kirche Saint-Martin in Canals
- Kirche Saint-Jacques in La Bastide-des-Fonts
- protestantische Kirche in Cornus
- Schloss Sorgues aus dem 15. Jahrhundert
- Reste des Turms von Aiguillon
- Herrenhaus von Canals

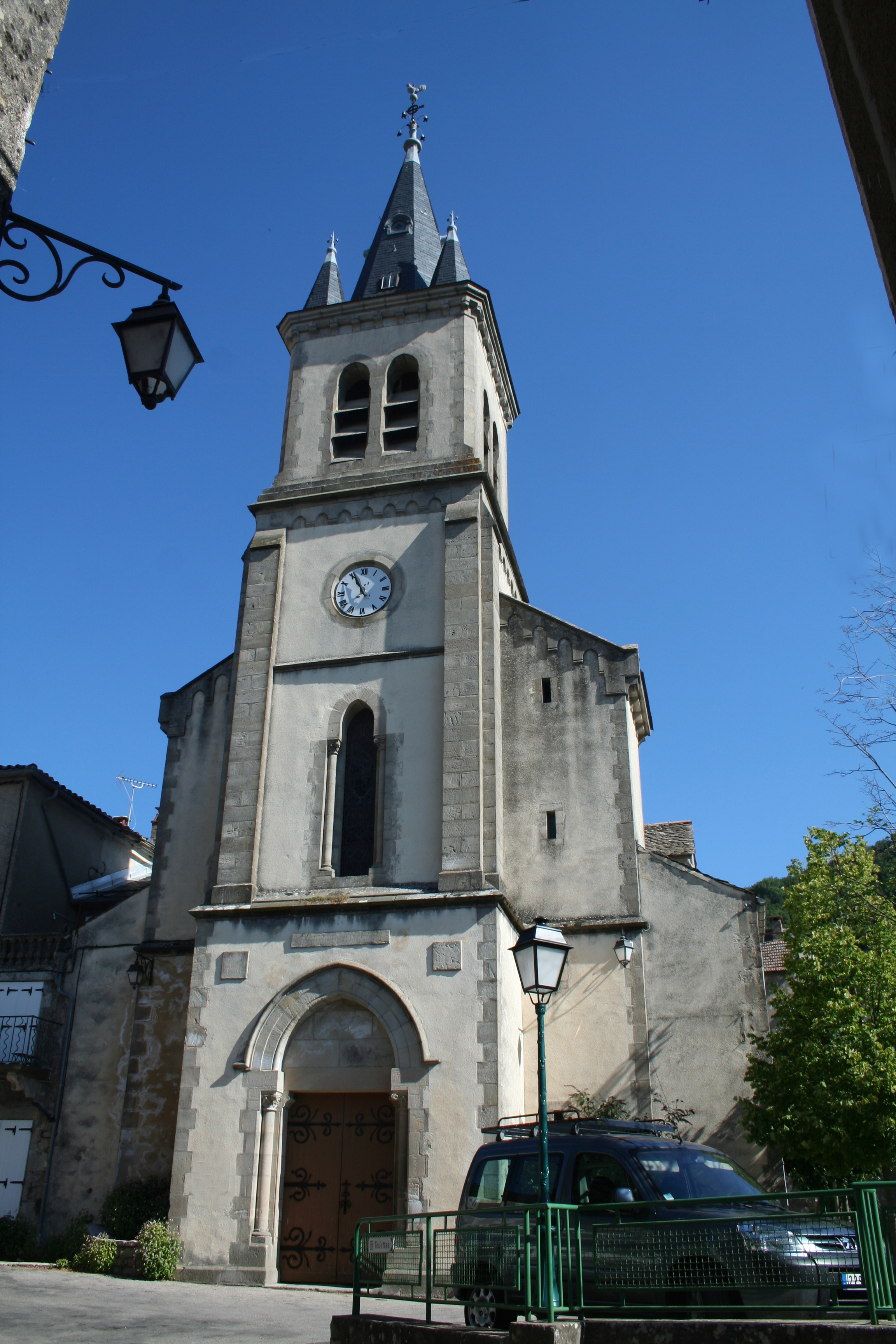
Kirche Saint-Pierre-ès-Liens
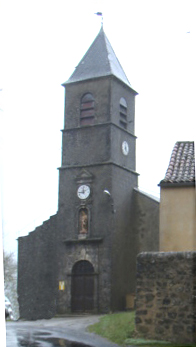
Kirche Saint-Martin
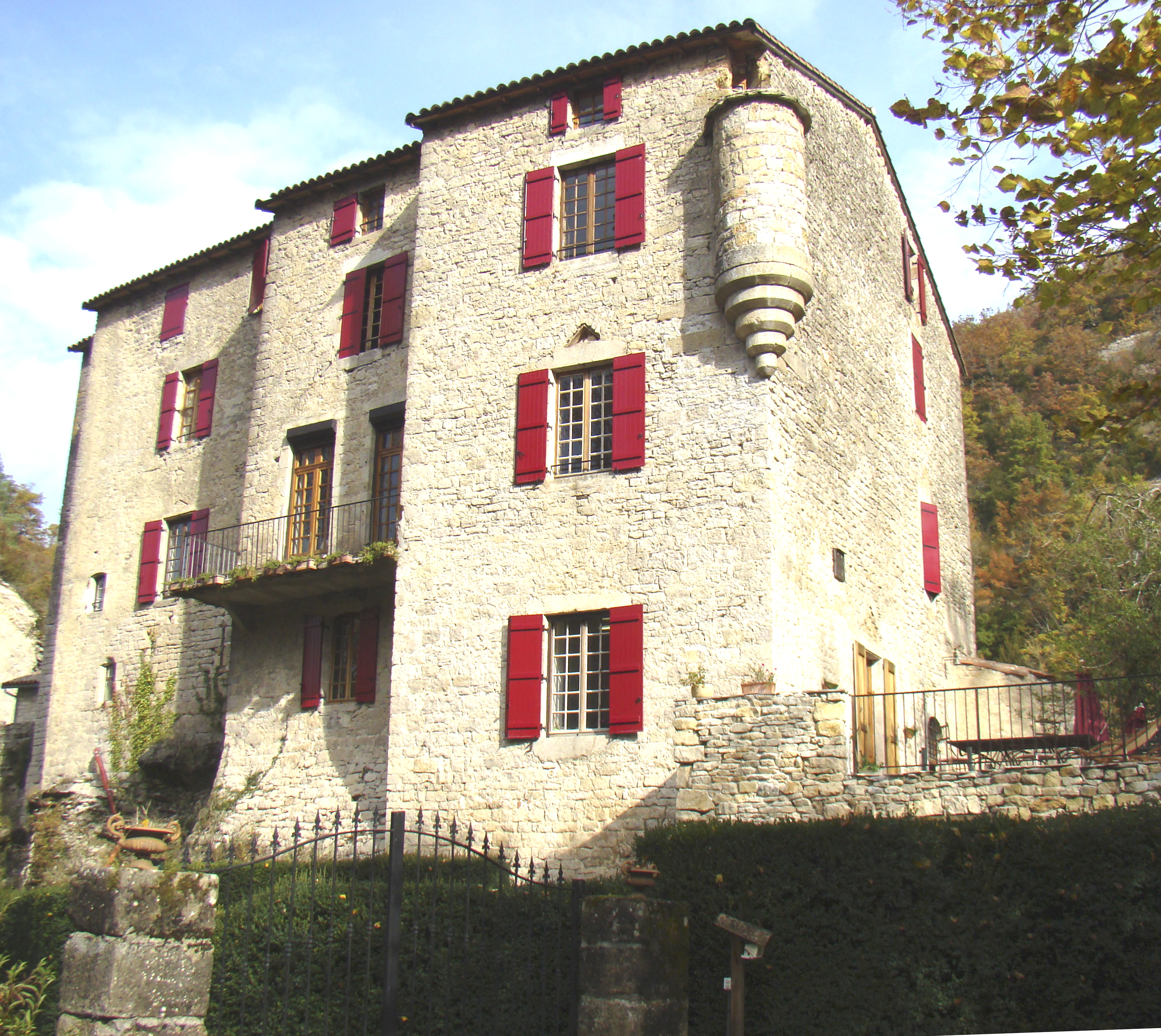
Schloss Sorgues
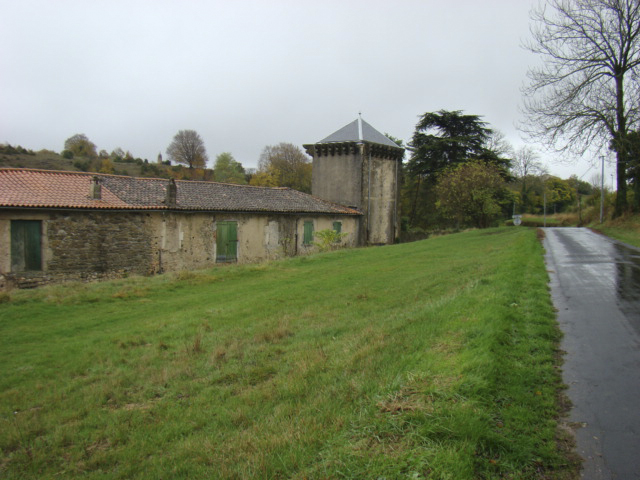
Herrenhaus von Canals
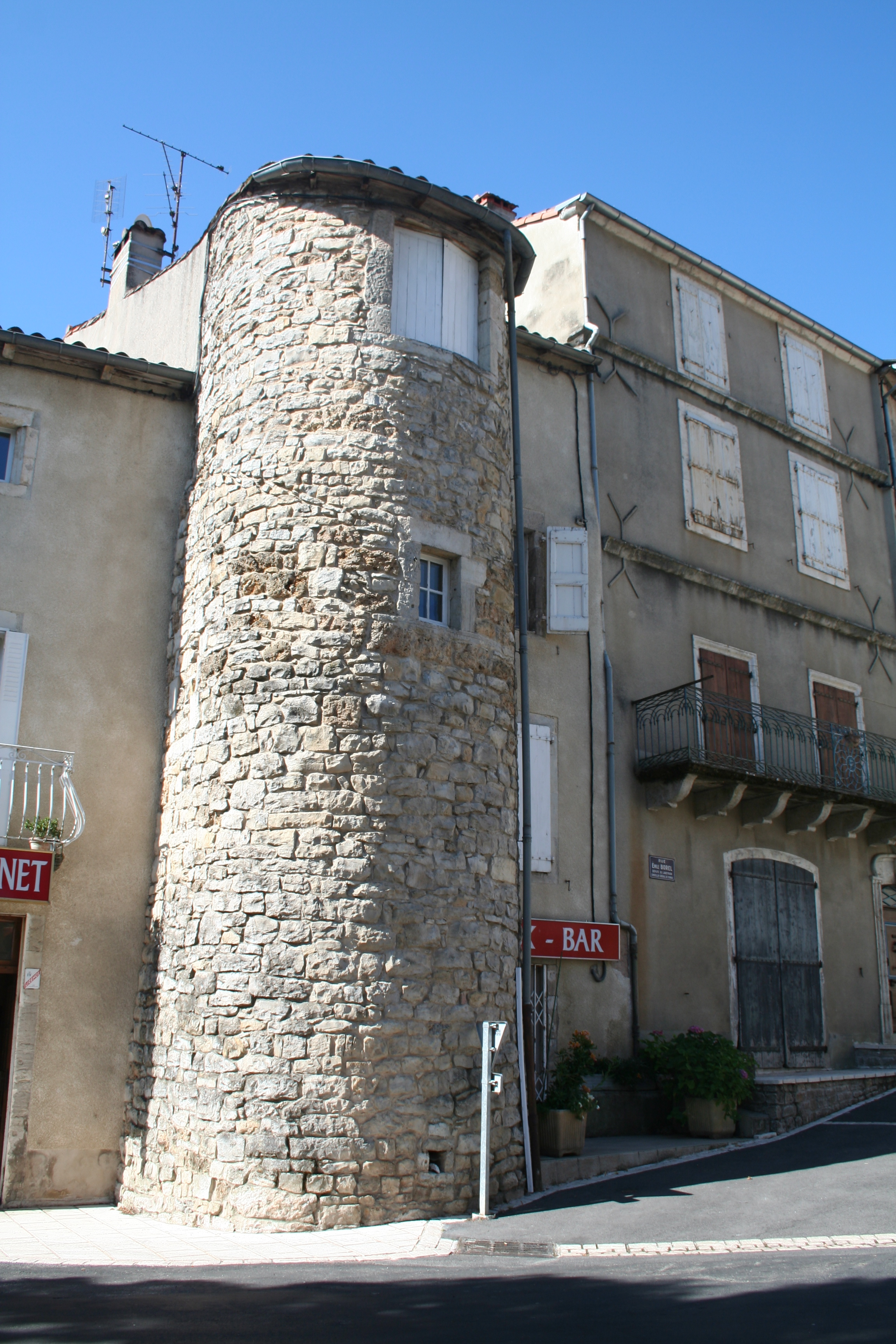
Turm von Aiguillon